# Burg Pierre Scize

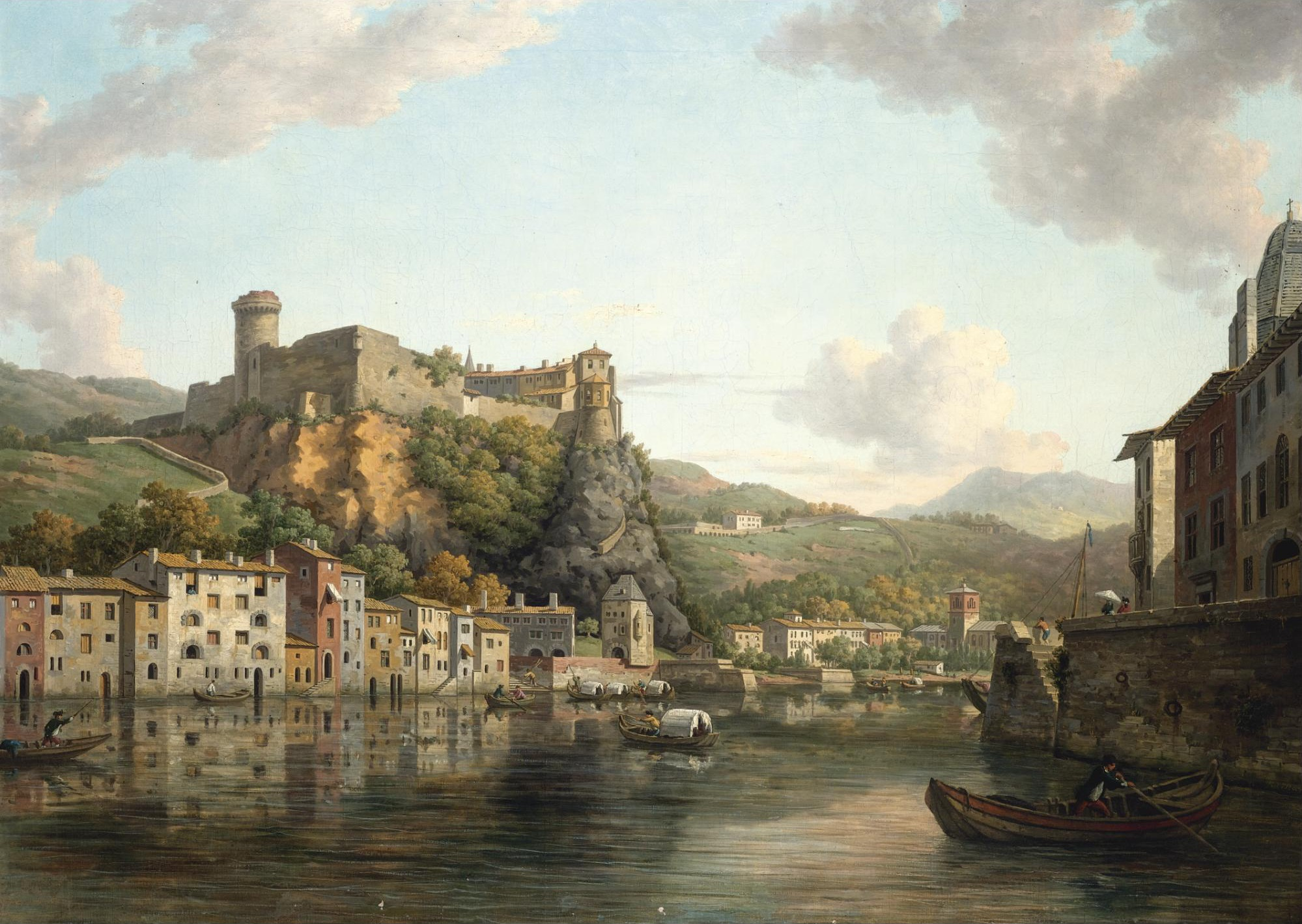
William Marlow, A View of Chateau of Pierre Encise, Lyon

Die heute abgegangene Burg Pierre Scize (frz. Château de Pierre Scize, auch Château de Pierre Encise genannt) befand sich in der Stadt Lyon.
Sie stand an einer strategischen Stelle oberhalb der Saône am westlichen Eingang von Lyon, die die Grenze zwischen dem Königreich Frankreich und dem Heiligen Römischen Reich markierte. Vielleicht war es bereits die Residenz der ehemaligen Könige von Burgund, ganz sicher der Erzbischöfe von Lyon. Von Ludwig XI. als Staatsgefängnis genutzt, wurde sie 1793 abgerissen. An die Burg erinnert heute nur noch der Quai de Pierre-Scize unterhalb des Standorts.

## Etymologie
Der Name des Felsens, auf dem die Burg errichtet wurde, geht auf den Namen Petra incisa, gespaltener/eingekerbter Stein, zurück, der an das von Agrippa eingeleitete große römische Straßenbauprojekt erinnert, womit gemeint ist, dass die Römer begannen, den Felsen einzuschneiden, um eine Straße zu verlegen. Laut Clerjon ragte der Sporn von Pierre Scize damals nämlich bis zur Mitte der Saône vor.

## Geologie
Der Sporn von Pierre Scize ist ein Teil des kristallinen Grundgebirges am Ostrand des Zentralmassivs. Auf den Anhöhen über der Burg wird dieser Granit vom Sedimentmassiv der Monts d’Or (durchschnittlich 300 m hoch, nach Osten geneigt und als Schichtstufenlandschaft modelliert) bedeckt, das das Saône-Tal durch eine steile, fast durchgehende Böschung vom Fourvière-Hügel bis Millery beherrscht; diese Böschung entspricht einem ausgegrabenen Steilhang einer Verwerfungslinie. Der kristalline Sockel findet sich am linken Ufer der Saône in Höhe der Pierre-Scize-Passage. und im Flussbett der Saône selbst, flussaufwärts bei der Île Barbe.
Weiter flussabwärts, am Ausgang der Pierre-Scize-Passage, befand sich ein Vorsprung des Pierre-Scize-Felsens, der ebenfalls im Flussbett der Saône lag; er war 85 m breit und 115 m lang und ragte bei mittlerem Wasserstand etwa 3 m aus dem Flussbett heraus. Die mittleren Pfeiler der Pont du Change stützen sich auf diesen Felsen. Dieser Felsen wurde um 1847 durch Sprengung zerstört.

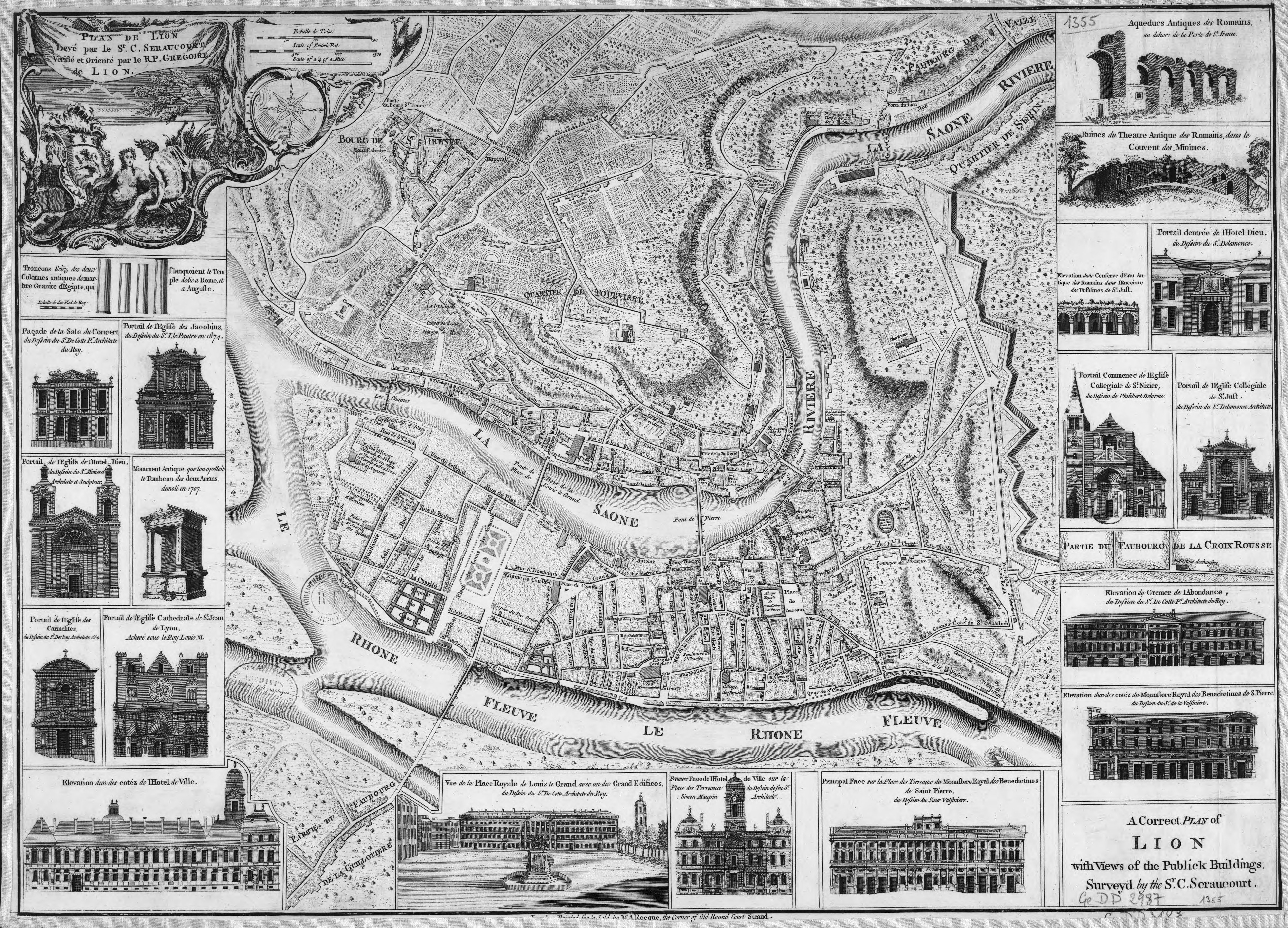
Stadtplan von Lyon 1746 von Claude Séraucourt. Die Burg befindet sich oben am rechten Ufer (linke Seite) der Saône

## Lage
Die Burg befand sich auf dem Pierre Scize, einem Felsvorsprung (Granit) am rechten Ufer (Südseite) der Saône am Eingang der Pierre-Scize-Passage, wo der Fluss zwischen dem Fourvière-Hügel am rechten Ufer und dem Croix-Rousse-Hügel am linken Ufer (Nordseite) hindurchfließt. Er überragte die Saône um etwa 50 Meter. Der Name ging auf den Quai Pierre-Scize über, der am Fuß der Überreste des Sporns entlang der Saône verläuft.
Im Hochmittelalter war der „Bourg de Lyon“ eine Gruppe von Häusern ohne Stadtmauern, die sich um die als Festung dienende Kirche Saint-Nizier versammelte. Ein weiterer Ort, der Bourg-Neuf, lag zwischen dem Felsvorsprung Pierre-Scize und der Stiftskirche Saint-Paul; die Burg Pierre-Scize dient als Festung. Später schlossen sich die mittelalterlichen Stadtbefestigungen an die Burg an und integrierten sie so in das Verteidigungssystem der Stadt. Im Südosten trennt ein Tal die Burg von der Fourvière-Höhe, doch die auf den gallorömischen Überresten errichteten Mauern verbinden sie mit dem Fort auf Fourvière und den Stadtteilen Fourvière, Saint-Just und Saint-Irénée. In der Nähe der Burg befand sich eine kleine Stadtmauer, die die Burg mit dem Fort auf Fourvière verband.

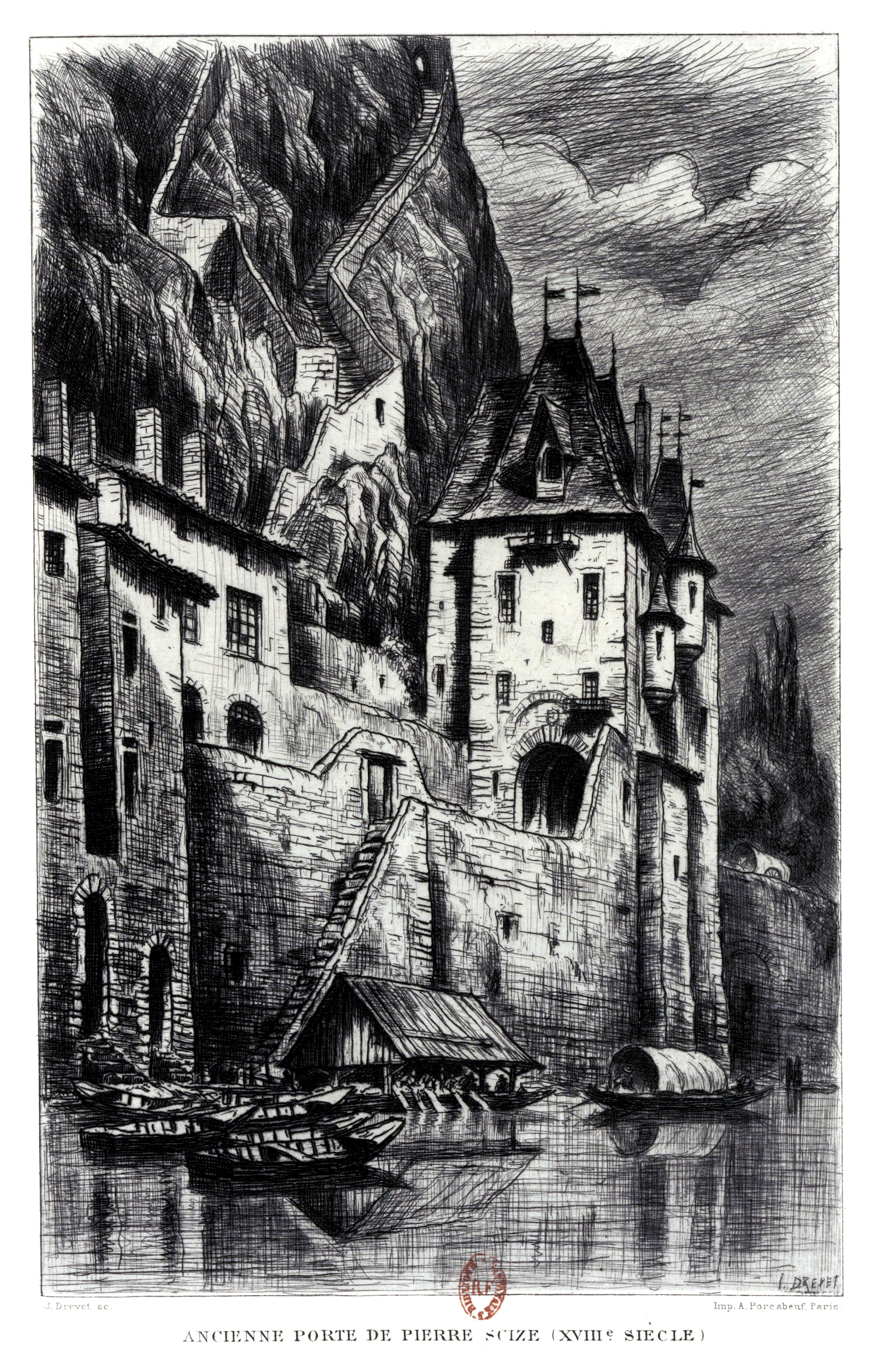
Die ehemalige Porte de Pierre Scize im 18. Jahrhundert

Von den umliegenden Forts ist Pierre Scize dasjenige, das sich am westlichen Eingang der Stadt befindet (dies war auch der Weg nach Nordgallien).

## Architektur
Von diesem ziemlich massiven Komplex hob sich ein hoher runder Turm ab, der auf dem Gipfel des Felsens errichtet wurde und als Wachturm diente. An der Südseite der Burg erstreckte sich eine Terrasse, die von einem großen Baum beschattet und von einer guten Quelle bewässert wurde. In der Burg gab es eine Michaels-Kapelle, die 1392 erwähnt wird.
Von der Burg aus führte eine in den Fels gehauene Treppe mit über 200 Stufen in Richtung Saône (in nordöstlicher Richtung) hinab, die am Fuß des Hügels mit einem Tor namens Porte de Pierre Scize endete, das den Beginn eines engen und verwinkelten Vorortes markierte.

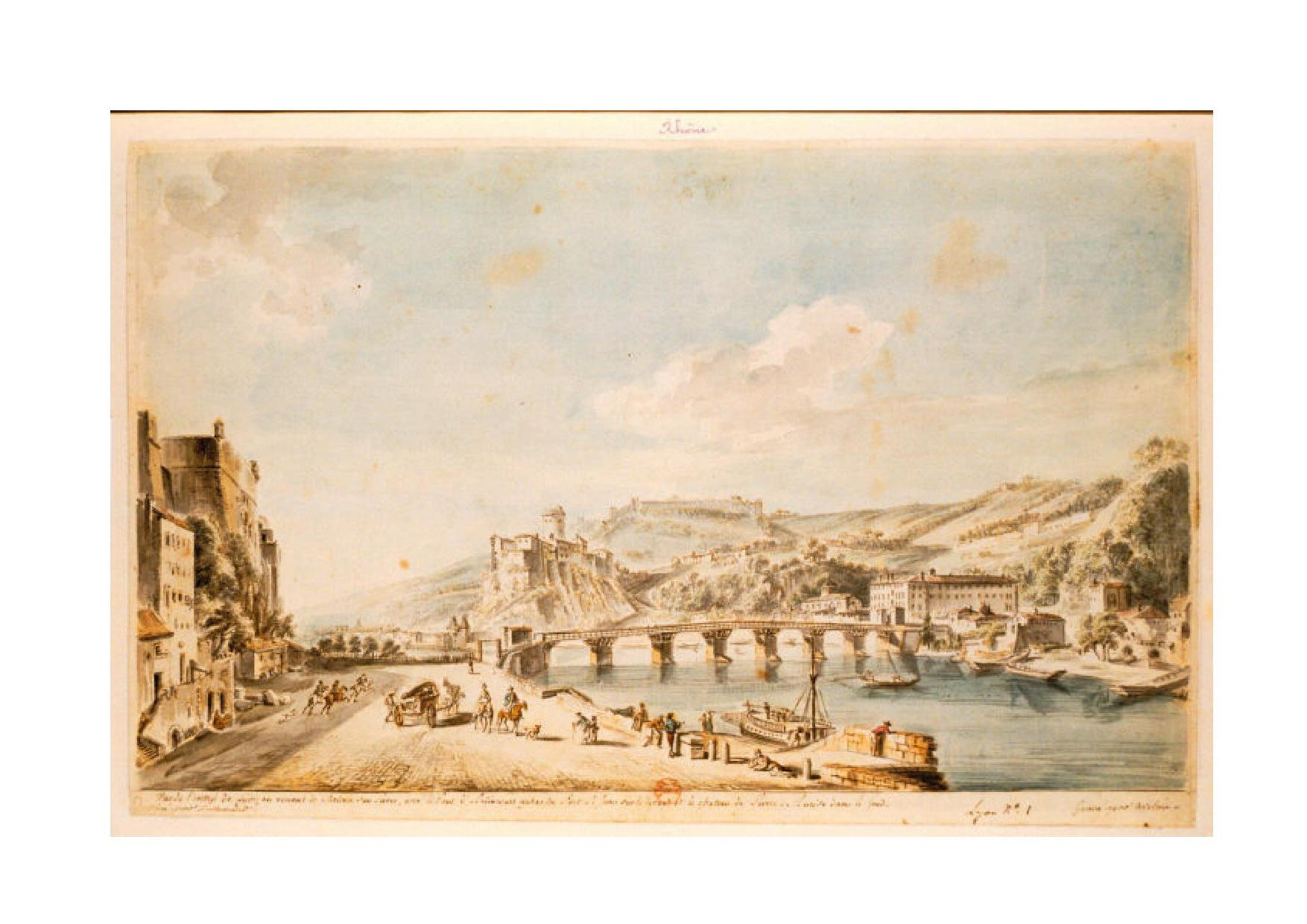
Une vue du château de Pierre Scize à Lyon, Aquarell von Victor-Jean Nicolle (Ende 18. Jahrhundert), nach einer Lithographie von Jean-Baptiste Lallemand (Mitte 18. Jahrhundert)

## Geschichte

### Bau an der Grenze
Der Ort war zur Zeit des Römischen Reiches sicherlich besiedelt: Arbeiter, die am Fuße der Burg die Erde abtrugen, fanden Überreste von Grablampen, Medaillen und anderen antiken Gegenständen. Die Beweise für ihre Existenz beginnen jedoch erst im 12. Jahrhundert. Die Lage des Ortes ist jedoch zu günstig, als dass sie nicht schon vor diesem Jahrhundert genutzt worden wäre. Laut Poullin de Lumina soll Erzbischof Hugo hier im Jahr 1099 ein Konzil der Bischöfe seiner Provinz versammelt haben.
Erzbischof Heraclius (1153–1163), flüchtete sich bei seinen Auseinandersetzungen mit den benachbarten Baronen mehrmals dorthin; er war der erste, der die Burg zur Festung der Lyoner Erzbischöfe machte. Die Burg wurde in der Folgezeit zu einer der größten Festungen in Frankreich.
Nach Zeiten der Unruhen fügte der Erzbischof Renaud de Forez (1193–1226) dickere Mauern hinzu, verschönerte das Innere und machte die Festung zu einem erzbischöflichen Palast. Seine Nachfolger ließen sich in der Burg nieder.
Als Papst Innozenz IV., der sich mit Kaiser Friedrich II. angelegt hatte, 1244 in Lyon weilte, zog sich Bischof Aimeric in die Burg Pierre Scize zurück (er resignierte gleich nach dem Ersten Konzil von Lyon 1245).
Nachdem Lyon von französischen Truppen besetzt worden war, verlor Erzbischof Peter von Savoyen durch den Vertrag vom 10. April 1312 mit Philipp dem Schönen die Gerichtsbarkeit über Lyon an die französische Krone, behielt sich jedoch die weltliche Gerichtsbarkeit über die Burg Pierre Scize mit seinen Nebengebäuden vor.
Im Jahr 1330 wurden dem Kastellan der Burg zwölf Waffenknechte unterstellt.; im Jahr 1335 war dies der Herr von Iseron, der für sein Amt 50 Vienner Sous pro Woche erhielt, während die Waffenknechte jeweils 8 Gulden pro Monat verdienten.
Die Erzbischöfe von Lyon waren sehr präsent: 1339 fällte Erzbischof Guillaume de Sure hier einen Schiedsspruch zu den Streitigkeiten zwischen dem Herrn von Villard und Renaud de Dortans; 1366 exkommunizierte Erzbischof Charles d’Alençon hier den Seneschall von Lyon und die Offiziere des Königs nach den Unruhen nach dem Vertrag von Brétigny und der Entlassung der Armeen im Jahr 1364.

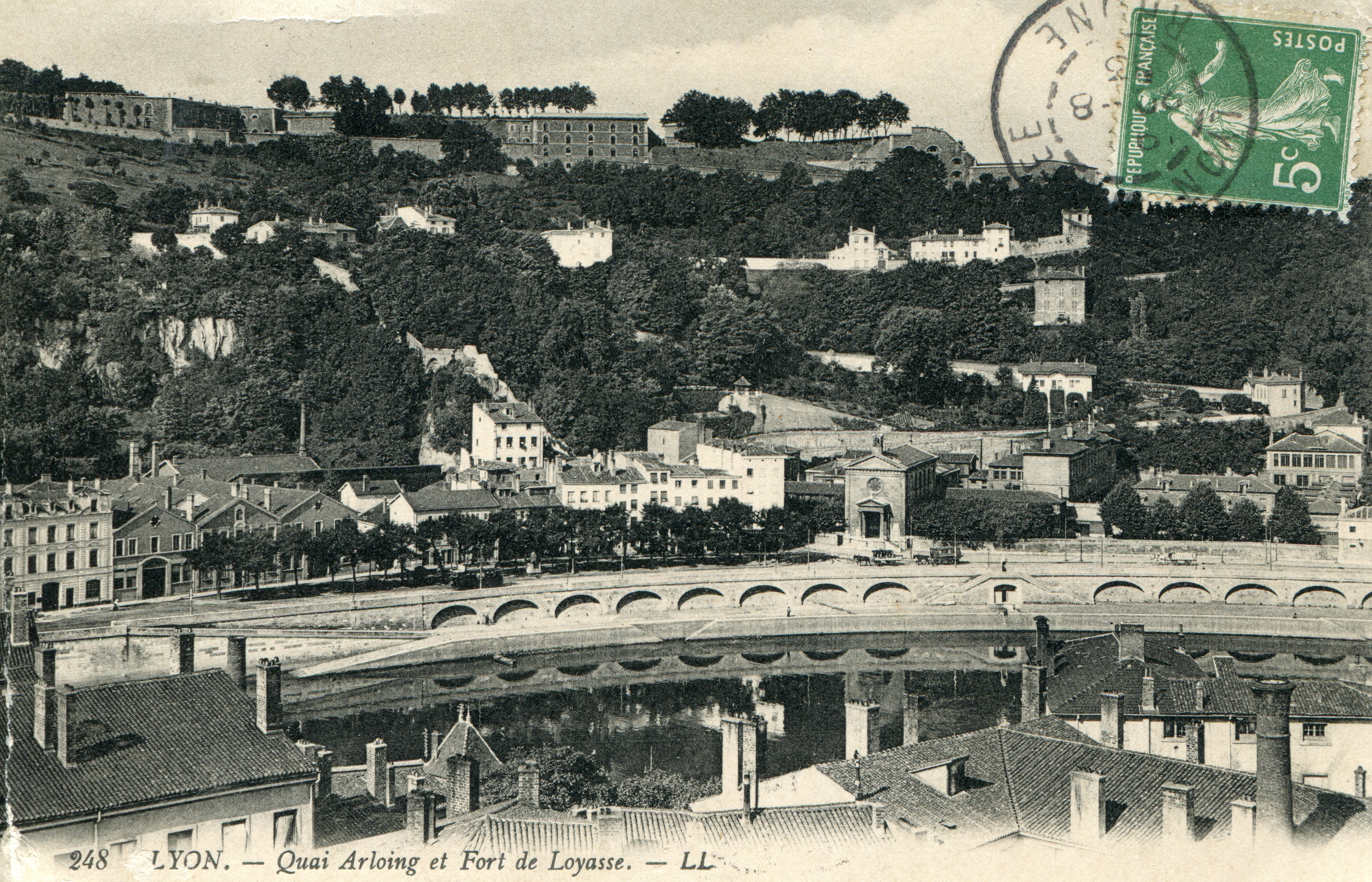
Postkarte vom Beginn des 20. Jahrhunderts: die Saône mit dem Quai de Pierre Scize (links) und dem Quai Chauveau (rechts), oben das Fort de Loyasse; zwischen dem Fort und den Häusern darunter befanden sich die Reste der Burg (entgegen der Angabe auf der Postkarte ist der Quai Arloing außerhalb der Aufnahme)

### 15. Jahrhundert, Hundertjähriger Krieg
1418 ließ das Konsulat von Lyon, das einen Angriff der Burgunder erwartete, mehrere Befestigungen verstärken und die Ketten über die Saône spannen. Auch 1419 wurde die Stadt von der Stadtverwaltung mit einer Kette gesichert. Im Jahr 1434 hieß es: „Wenn der Feind näher kommt, wird die Kette von Saint-George gespannt, um zu verhindern, dass der Weizen und alle Lebensmittel aus der Stadt abwandern; ebenso die Kette unterhalb von Pierre-Scize“. Dies waren die Ketten, die nachts die Saône sperrten und von einer Reihe von Schiffen getragen wurden. Die Zollbeamten legten damals am Oberlauf der Saône Ketten quer über den Fluss, um Schmuggler daran zu hindern, auf dem Wasserweg nach Lyon zu gelangen. Diejenige bei Pierre-Scize gab dem Kai „Sainte Marie aux chaînes“, dem späteren Quai de Serin und dann Quai Saint-Vincent, seinen Namen. Sie lag nicht „unter Pierre Scize“ im wörtlichen Sinne, sondern etwas oberhalb der Burg, wie das Aquarell von Victor-Jean Nicolle zeigt.
Im Jahr 1443 bezeugte ein Kapitular, dass mindestens ein Erzbischof die Archive der Diözese in der Burg aufbewahrte.
1454 wurde Jean d’Aulon, ein ehemaliger Kampfgefährte von Jeanne d’Arc, Hauptmann von Pierre Scize. 1466 gab Ludwig XI. die Burg mit am 17. April in Orléans ausgestellten Briefen an den Erzbischof Charles II. de Bourbon zurück, nachdem die Burg lange Zeit in den Händen der Könige Karl VII. und Ludwig XI. gewesen war.

### Staatsgefängnis
Am 8. März 1468 ordnete Ludwig XI. aufgrund der Gefahr, die der Stadt Lyon drohte, die Besetzung von Pierre Scize an und verdrängte damit die Erzbischöfe von Lyon. Der Statthalter von Pierre Scize und Offizier des Erzbischofs, Odile des Estoyés, war (1465) Mitglied der Ligue du Bien public gewesen; der Vogt von Mâcon, François Roger, wurde mit seiner Absetzung beauftragt. Seitdem behielten die Könige die Oberhand über die Burg und die Erzbischöfe blieben in ihrem Palast in Saint-Just in der Nähe der Kathedrale. Die Burg wurde in ein Staatsgefängnis umgewandelt und erlebte einen Aufmarsch berühmter und weniger berühmter Persönlichkeiten, angefangen mit Jacques d’Armagnac, Herzog von Nemours (1475). Im Jahr 1476, nach mehr als drei Monaten Aufenthalt, verließ Ludwig XI. Lyon und nach einem Besuch der Burg am 16. Juli.
Im Jahr 1562 wurde Pierre Scize von protestantischen Truppen eingenommen, die den Ort über ein Jahr lang hielten.
1588 wurde die Burg von den Gueux de Lyon belagert. Im letzten Viertel des 16. Jahrhunderts war Charles-Emmanuel de Savoie-Nemours Kommandant des Ortes.
Unter Richelieu machte Ludwig XIII. die Burg zu einem königlichen Besitz.
1791 wurde die Burg von den Revolutionären erobert. Am 26. Oktober 1793 wurde die Festung vollständig abgerissen. Ab Anfang des 19. Jahrhunderts diente der Felsen dann als Steinbruch für die umliegenden Bauten, insbesondere für Straßen und Brücken.

## Bekannte Gefangene
- Jacques d’Armagnac wurde hier 1475 von Ludwig XI. wegen seiner Teilnahme am Aufstand der Ligue du Bien public  inhaftiert; später wurde er in die Bastille gebracht und dann enthauptet.[23]
- Ludovico Sforza, der mit Ludwig XII. um das Herzogtum Mailand kämpfte, wurde 1500 von La Trémoille gefangen genommen und in Pierre Scize eingesperrt, bevor er in die Burg von Lys-Saint-Georges gebracht wurde.[28] Sein Bruder, Kardinal Ascanio Sforza, wurde ebenfalls in der Burg inhaftiert. Beide bleiben dort nur vierzehn Tage.[29]
- Der Baron des Adrets lernte den Kerker von Pierre Scize im Jahr 1570 kennen.[29]
- Claude de Bauffremont, Baron de Sennecey, ein Angehöriger der Liga, hielt sich um 1592 im Gefängnis auf; um es verlassen zu können, ließ er sich von seinen vier Kindern vertreten.
- Charles de Coligny hielt sich 1593 im Gefängnis auf.
- Der Duc de Nemours, der im September 1593 inhaftiert wurde, konnte im Juli 1594 fliehen.
- Cinq Mars und de Thou wurden 1642 wegen eines Komplotts gegen Richelieu, der Cinq-Mars-Verschwörung, inhaftiert und hingerichtet.[26]
- Der Herzog von Bouillon, der in derselben Affäre kompromittiert worden war, hielt sich ebenfalls in der Burg auf.[30]
- Philippe de La Mothe-Houdancourt, Marschall von Frankreich, wurde am 28. Dezember 1644 inhaftiert, 1647 verhört und 1648 entlassen.[30]
- Philippe de Lorraine, genannt Chevalier de Lorraine, Liebhaber von Philippe d’Orléans, Bruder von König Ludwig XIV, im Jahr 1670. Er blieb nur kurze Zeit dort und wurde dann in das Château d’If verlegt.
- Etwas später findet man Hennequin, Marquis de Fresne, der versucht hatte, seine Frau an einen Korsaren zu verkaufen.
- Charles Albert de Moré de Pontgibaud wurde auf Anordnung der Regierung von 1753 bis 1757 inhaftiert.
- Der Marquis de Sade hielt sich 1768 in Pierre Scize auf.
- David Dombre wurde 1788 im Alter von 16 Jahren inhaftiert.
- Camille Teisseire, der den Bergpartei nahestand, verbrachte 1793 einige Tage in Pierre Scize.

## Zitate über Pierre Scize
- Albert Jouvin de Rochefort (um 1640 – um 1710): Die Burg von Pierre Ancise ist am schönsten zu sehen, obwohl sie nicht sehr groß ist, denn sie liegt nur auf dem Rückgrat eines Felsens, der an sie angrenzt und umso stärker ist, da er auf der Seite des Flusses, die ihm den Fuß wäscht, steil ist, und auf der anderen Seite auf der Seite des Berges durch einen breiten, grabenartigen Raum verteidigt wird.... Man steigt über mehrere in den Fels gehauene Stufen hinauf, und das Angenehmste ist eine große Quelle, die aus dem Felsen in die Burg fließt, wo sich ein Wachturm befindet, der mit einigen Kanonen bedeckt ist, die den Eingang zum Fluss Saône und zur Porte de Vèze (= Vaise) verteidigen[31]
- Alfred de Vigny: Unter den alten Schlössern, derer Frankreich jedes Jahr mit Bedauern beraubt wird, befand sich eines mit einem düsteren und wilden Aussehen auf dem linken Ufer der Saône... [32]